# Mirzec-Poduchowne
Mirzec-Poduchowne – wieś w Polsce, w województwie świętokrzyskim, w powiecie starachowickim, w gminie Mirzec.
Do 31 grudnia 2023 miejscowość była częścią wsi Mirzec.